# 2012 TF359
2012 TF359 est un transneptunien, de magnitude absolue 6,26. Son diamètre est estimé à environ 300 km.